# Walter Nowojski
Walter Nowojski (Annahütte, 12 november 1931 – Potsdam, 10 november 2012) was een Duits schrijver.

## Levensloop
Na de oorlog voltooide Nowojski zijn opleiding aan de Arbeiders- en Boerenfaculteit in Potsdam. Daar ontmoette hij voor het eerst Victor Klemperer, een joodse professor in de Romaanse Talen.
In 1952 studeerde Nowojski Duits aan de Universiteit van Berlijn.
Zijn professionele carrière begon bij de uitgever "New Life". Later trad hij toe tot de DDR-radio als literair redacteur, daarna als hoofdredacteur. In de vroege jaren zeventig werkte hij voor de Oost-Duitse televisie. In 1975 nam hij het tijdschrift van de Duitse schrijversbond Neue Deutsche Literatur over.
Hij ontcijferde het dagboek van Victor Klemperer. De handgeschreven pagina's van dit dagboek vertellen veel over de geschiedenis van nazi-Duitsland en de Tweede Wereldoorlog. Vermeldenswaardig zijn hierbij ook de achtdelige documentaire "Ik zal getuigen van het einde" en werk als "Ik zit op het hek" dat betrekking heeft op de naoorlogse periode van 1945 tot 1959.

## Nowojski's band met Victor Klemperer
Toen Nowojski als student Klemperer leerde kennen als hoogleraar, was hij al een cultfiguur. Dit kwam doordat Klemperer een van de weinige overleveraars was van de Duits-joodse intellectuele cultuur die anders zou vergeten zijn. In zijn dagboeken werd het ook duidelijk dat de Jodenhaat en hun uitsluiting in de maatschappij al van lang voor de Tweede Wereldoorlog dateerde. Zonder zijn dagboeken zou dit volgens Nowojski anders misschien wel vergeten zijn. Hij stelt dat Klemperer precies wist wat hij moest noteren in zijn dagboeken omdat hij een historicus was. 
Doordat Nowojski overdag de officiële literatuur propageerde, maar 's nachts werkte aan de dagboeken van Klemperer, leidde hij een dubbel bestaan. De dagboeken van Klemperer zouden in de toenmalige DDR ongetwijfeld gecensureerd worden. Daardoor vond Nowosjki dat hij, net zoals Klemperer indertijd, een dubbelbestaan leidde. Het was immers kenmerkend voor de intellectuelen op die plaats in die tijd dat ze de schaduwkanten van de DDR wel zagen, maar negeerden omdat ze vonden dat ze de DDR heel wat verschuldigd waren. Nowojski bijvoorbeeld dankte het feit dat hij kon studeren aan de DDR.

## Censuur DDR
Ook Nowojski werd door de Stasi bespioneerd. Hij werd bestempeld als een 'revisionist die een centrale positie probeerde te bereiken om via legale machtsmiddelen het revisionisme te versterken.' Nowojski had echter geluk. Diegene die hem bespioneerde, was een goede vriend van hem. Hij heeft het aan hem te danken dat hij niet eerder werd aangepakt en dat hij het elf jaar lang heeft kunnen volhouden als programmachef.

## Overige werken
- Curriculum vitae: Erinneringen 1881-1981 / Victor Klemperer (secundaire auteur)
- De geest beslist
- Tot het bittere einde (dagboek van Victor Klemperer 1933-1945) (secundaire auteur)

- Bibsys: 90161362
- Bibliothèque nationale de France: cb125393943 (data)
- Gemeinsame Normdatei: 106852426
- International Standard Name Identifier: 0000 0001 0872 3551
- Library of Congress Control Number: n88075804
- Nationale Bibliotheek van Letland: 000263900
- Nationale Bibliotheek van Tsjechië: mub2014837964
- Nationale Bibliotheek van Israël: 987007266188105171
- Nationale Bibliotheek van Polen: a0000001061603
- Nederlandse Thesaurus van Auteursnamen: 090928458
- Système universitaire de documentation: 034662170
- Virtual International Authority File: 14883869
- WorldCat: E39PBJmP8Ph7RHRHCX43V4fTHC